# Sharjah Cricket Stadium
El Sharjah Cricket Stadium (en árabe: ملعب الشارقة للكريكيت‎) es un estadio deportivo utilizado principalmente para el críquet ubicado en Sharjah, en Emiratos Árabes Unidos.

## Historia
Fue construido en 1982 y ha tenido varias remodelaciones, aunque fue hasta noviembre de 1984 que tuvo su primer evento internacional cuando fue la sede de la Copa Asiática de Críquet.
En 2017 fue la sede de la primera edición de la T10 cricket league,. y al año siguiente se jugó la Blind Cricket World Cup. En 2021 fue sede de 11 partidos de la de la Copa Mundial de Críquet Twenty20.

## Fútbol
Fue utilizado por la selección nacional de fútbol en la primera ronda de la clasificación de AFC para la Copa Mundial de Fútbol de 1990, la que sería su primera clasificación a una Copa Mundial de Fútbol.